# Runa Aléon
Runa Aléon (* in Berlin) ist eine deutsche Schauspielerin und Synchronsprecherin.

## Leben
Von 2000 bis 2005 machte sie eine Schauspiel- und Sprechausbildung bei Heidi Walier in Berlin, außerdem nahm sie Gesangsunterricht bei Vivian Lee. 2003 spielte sie ihre erste Filmrolle in dem Drama Snuff Road. Im gleichen Jahr war sie auch als Lucy in dem Theaterstück Krankheit der Jugend in der Brotfabrik in Berlin zu sehen. Seit 2022 synchronisiert sie in der Serie Grey’s Anatomy die Schauspielerin E.R. Fightmaster als Dr. Kai Bartley.
Es folgten Theaterengagements am Deutschen Theater und der Theater Garage. 2007 spielte sie in Video Kings und Die Orestie von Michael Thalheimer mit. 2011 folgte eine Rolle im Spielfilm Testing Life. Außerdem hatte sie  Auftritte in Kurzfilmen und Musikvideos. Runa Aléon lebt in Berlin.

## Filmografie (Auswahl)

### Filme
- 2003: Snuff Road
- 2007: Video Kings
- 2011: Testing Life

### Synchronrollen
Billie Lourd
- 2017: Star Wars: Die letzten Jedi als Lieutenant Kaydel Ko Connix
- 2019: Star Wars: Der Aufstieg Skywalkers als Lieutenant Kaydel Ko Connix

Hannah John-Kamen
- 2018: Ant-Man and the Wasp als Ava Starr / Ghost
- 2025: Thunderbolts* als Ava Starr / Ghost

#### Serien
- 2023: Navy CIS: Hawaiʻi für Erica Luttrell als Kendra Vreeland
- 2023: Navy CIS: L.A. für Joy McElveen als Kemi Adebayo
- 2024: Navy CIS für Gabriella Piazza als "Molly Mackin"

## Theater
- 2003: Krankheit der Jugend
- 2004: Antigone
- 2004: Happy Lucky
- 2005: Metamorphose
- 2006–2008: Volpone
- 2007–2009: Die Orestie
- 2008: Der Diener zweier Herren